# Бешвиц, Максимилиан фон
Барон Максимилиан Рихард Ханс Кристоф Вернер фон Бешвиц (нем. Maximilian Richard Hans Christoph Werner Freiherren von Beschwitz; 19 января 1915 — 25 мая 2011) — майор германской армии (1944), адъютант генерала бронетанковых войск группы армий «Запад» (1943), командир 505-го батальона тяжёлых танков 5-й танковой дивизии, XXXIX танкового корпуса 4-й армии группы армий «Центр».
В 1944 году был награждён Рыцарским крестом Железного креста за чрезвычайную храбрость на поле боя и успешное военное лидерство.

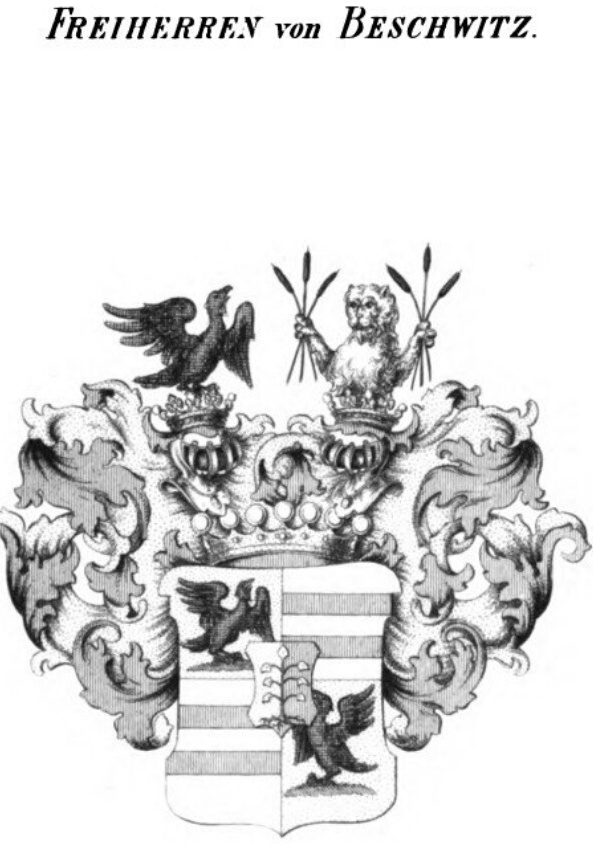
Фамильный герб семьи барона Максимилиана Рихарда Ханса Кристофа Вернера фон Бешвица

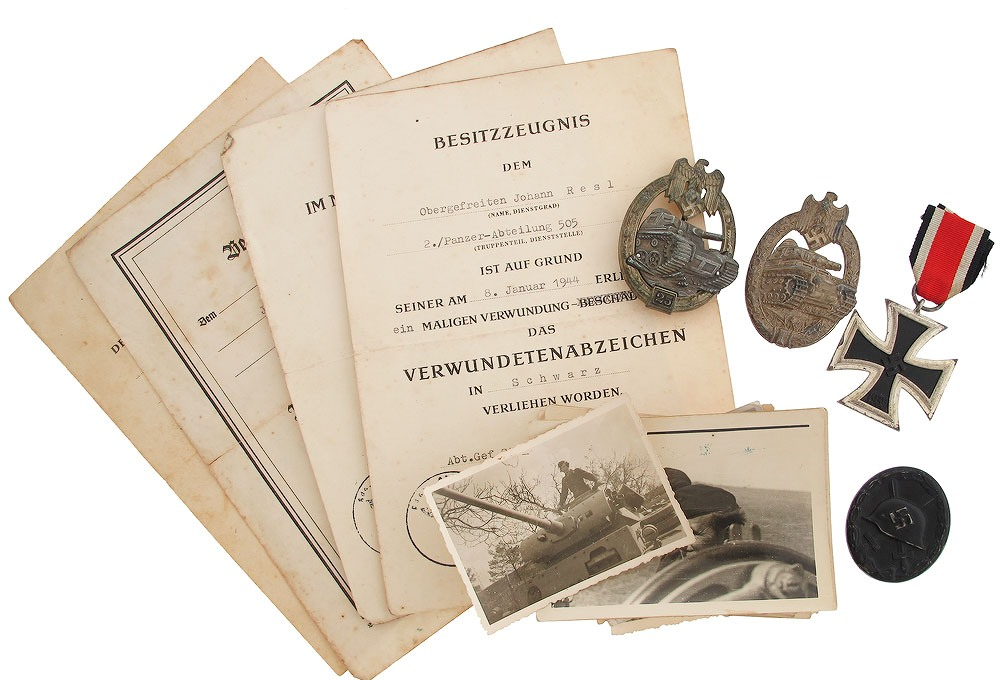
Наградные документы и награды танкиста 505 танкового батальона Вермахта

## Биография
Вернер фон Бешвиц родился 19 января 1915 года в городе Дрезден, Германия (Саксония). Отец — барон Мориц Кристоф Вернер фон Бешвиц (нем. Moritz Christoph Werner Freiherren von Beschwitz; 14.06.1884 — 21.07.1972), мать — Бенигна Карин фон Шлибен (нем. Benigna Karin von Schlieben; 3.07.1891 — 25.07.1983).

### Начало карьеры
После учёбы в кадетском корпусе в апреле 1936 года поступил на службу в 1-ю роту 32-го танкового полка. В ноябре 1938 года согласно штатному расписанию назначен командиром взвода 5-й роты / 3-го танкового полка.

### Вторая мировая война

#### Вторая мировая война
В июне 1940 года командир взвода 4-й роты 3-го танкового полка во время оккупации Австрии. В ноябре 1941 года повышен до командира 7-й роты 3-го танкового полка (штатное расписание октября 1941 года). С декабря 1942 года адъютант командира 3 танкового полка 3 (согласно штатному расписанию от 10.12.1942 г.). В первой половине 1943 года служба адъютантом генерала бронетанковых войск (панцерваффе) группы армий «Запад». С 29.09.1943 года командир 505-го тяжёлого танкового батальона бронетанковых войск. В июне 1944 года совместно с 1 батальоном 5-й танковой дивизии, 14 полка моторизованной пехоты, отделение танков 505-го батальона участвовало в контрнаступлении в направлении Логойска. В ожесточённых боях при Подонки (к югу от Логойска и северно-северо-восточнее Минска) было подбито большое количество танков противника. В течение 6 дней с 27. 06 1944 года отделением 505-го батальона в составе 5-й танковой дивизии было уничтожено 295 танков противника. Майор барон фон Бешвиц лично способствовал этому успеху. Командир подразделения своей личной храбростью и умелым руководством отличился в изменяющейся боевой обстановке своими решениями.
Рыцарский крест (№ 3326) от 27.07.1944 был вручён майору Бешвицу как командиру 505-го батальона тяжёлых танков 5-й танковой дивизии XXXIX танкового корпуса 4-й армии группы армий «Центр». Представление в управление кадров личного состава сухопутных войск поступило 18.07.1944 года из района боевых действий Крупки.
С декабря 1944 года командир 500-го запасного батальона учебных курсов по вождению танков «Тигр». В 1945 году попал в плен.

### Послевоенное время

#### Служба вБундесвере
В июле 1959 года осуществлено подтверждение профпригодности и поступление на службу в Бундесвер. К концу 1959 года назначен заместителем командира 153-го танкового батальона в Кобленце. С апреля 1960 года командир 354-го танкового батальона в Хаммельбурге (Нижняя Франкония). С июля 1962 года на должности ответственного исполнителя в отделе образования управления войск (Кёльн). В середине 1965 года назначен заместителем командира 36-й танковой бригады в Бад-Мергентхайме. В 1968 году — руководитель службы протокола в федеральном Министерстве обороны. 31 марта 1973 года вышел в отставку.

## Звания
- 1 января 1938 — лейтенант
- 1 июня 1940 — обер-лейтенант
- 28 июня 1942 — гауптман (капитан)
- 30 января 1943 — гауптман
- 20 апреля 1944 — майор
- 1 июля 1959 — оберст-лейтенант (подполковник).
- 2 апреля 1965 — оберст (полковник).

## Награды
- Медаль «В память 13 марта» (Аншлюс-медаль), (8 ноября 1938 г.).
- Железный Крест 2-й степени (22 сентября 1939 г.).
- Медаль «В память 1 октября 1938 года» (за Судеты), (25 октября 1939 г.).
- Нагрудный знак «За ранение» (1939 г.).
- Железный Крест 1-й степени (27 мая 1940 г.).
- Нагрудный знак «За танковую атаку» в серебре (24 июня 1940 г.).
- Немецкий Крест в золоте в качестве Обер-лейтенанта в 7/Panzer-Regiment 3 (15 декабря 1941 г.).
- Медаль «За зимнюю кампанию на Востоке 1941/42» (медаль «За Восточный фронт»), (30 июля 1942 г.).
- Военный орден «За храбрость» 4-й степени (25 августа 1942 г.).
- Нагрудный знак «За ранение» 3-й степени (9 ноября 1943 г.).
- Нагрудный знак «За танковую атаку» II класс (10 декабря 1943 г.).
- Рыцарский крест Железного креста (№ 3326) в качестве майора и командира Panzer-Abteilung 505 (27 июля 1944 г.)
- Нагрудный знак «За танковую атаку» III класс (5 декабря 1944 г.).

## Сражения и войны
- Аннексия Австрии;
- Аннексия Судетской области;
- Вторжение в Польшу;
- Битва за Францию;
- Вторжение в Югославию;
- Битва за Грецию;
- Операция «Барбаросса»;
- Битва за Москву;
- Ржевская битва;
- Бобруйское наступление.